# 松貝格山 (薩爾茲卡默古特山脈)
47°46′19.5″N 13°19′28.5″E / 47.772083°N 13.324583°E
松貝格山（德語：Sonnberg），是奧地利的山峰，位於該國中部，由薩爾茨堡州負責管轄，屬於薩爾茲卡默古特山脈的一部分，海拔高度1,072米，山體在2億年前形成。